# Fernández Racing

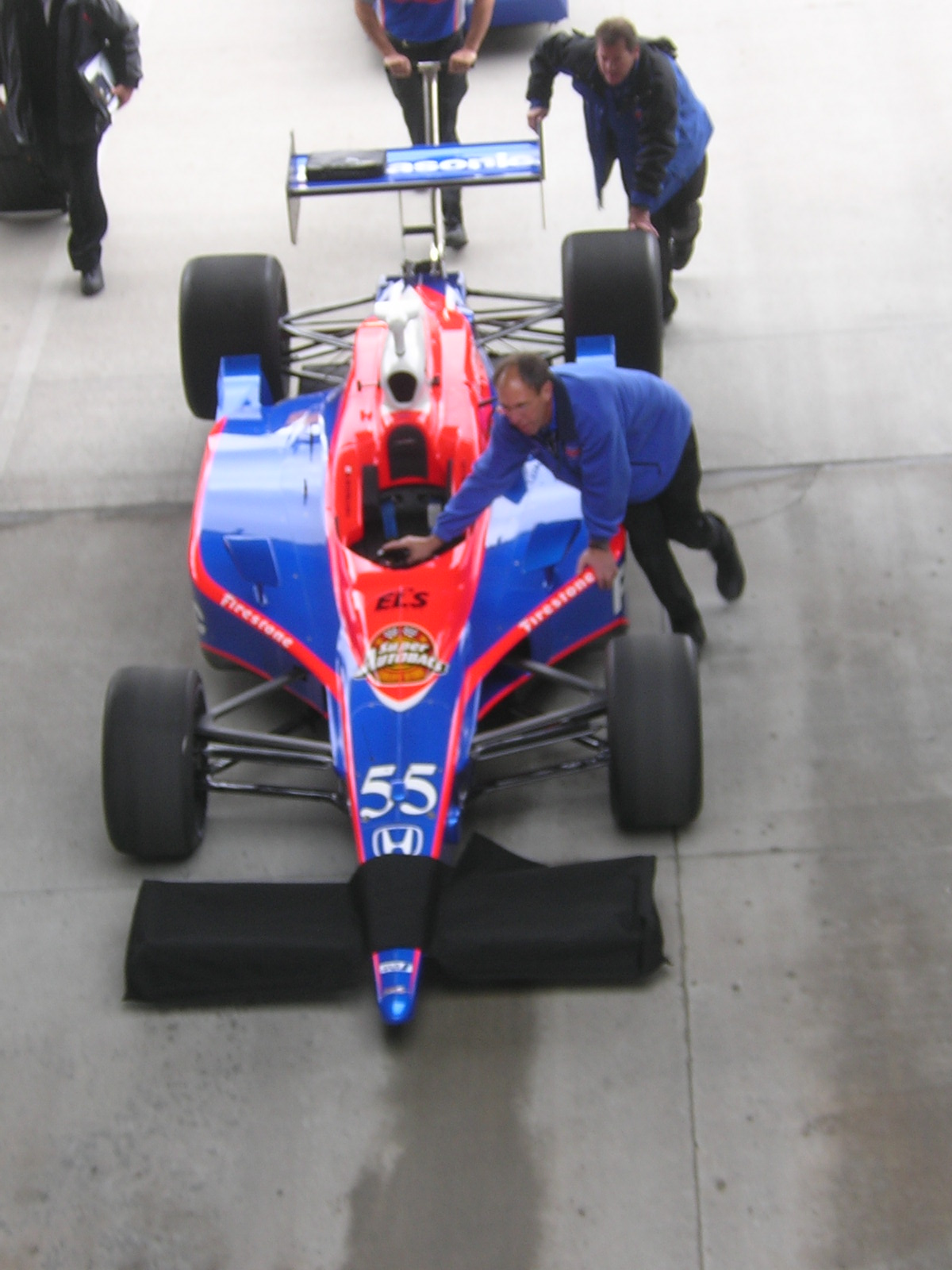
O carro da Super Aguri-Fernández Racing pilotado pelo japonês Kosuke Matsuura entre 2004 e 2006.

Fernández Racing foi uma equipe mexicana de automobilismo fundada pelo piloto Adrián Fernández para disputar a temporada 2001 da CART. Além dele, o japonês Shinji Nakano pilotaria o segundo carro.
Em 57 provas disputadas, obteve 3 poles-positions, 3 voltas mais rápidas, 4 pódios e uma vitória, no GP de Portland de 2003. Outros 2 pilotos guiaram o carro da Fernández Racing: o italiano Max Papis (2 corridas) e o também mexicano Luis Díaz (também 2 GPs).

## Migração para a IRL
Em 2004, Adrián Fernández surpreendeu ao transferir sua equipe para a Indy Racing League, depois de ter participado da apresentação dos pilotos para a temporada da Champ Car, tendo perdido a etapa de Homestead. Outro japonês, Kosuke Matsuura, disputou a temporada completa, em associação com o ex-piloto Aguri Suzuki. O experiente mexicano destacou-se ao vencer 3 provas e ficando em quinto lugar, com 445 pontos, apenas um atrás do brasileiro Hélio Castroneves. Matsuura, 14º no campeonato, venceu o prêmio de Rookie do ano, superando o norte-americano Ed Carpenter (280 pontos, contra 245 do piloto da Cheever Racing).
Para 2005, Kosuke Matsuura passa a ter Scott Sharp como novo companheiro de equipe, já que Adrián Fernández optou em disputar apenas as 500 Milhas de Indianápolis, onde chegou em 14º lugar. Na temporada regular, o norte-americano venceu a disputa interna contra o japonês, ficando em quinto lugar com 444 pontos, enquanto Matsuura conquistou 320, repetindo as colocações da temporada anterior. A dupla de pilotos permaneceu a mesma em 2006, novamente com Sharp derrotando seu companheiro de equipes, desta vez por apenas 14 pontos. 

## Encerramento das atividades
O time encerrou suas atividades na IRL em 2007, quando Adrián Fernández passou a dedicar-se à American Le Mans Series, onde competiria até 2009, ano de sua aposentadoria como piloto. No mesmo ano, a Fernández Racing fechou as portas.

## Pilotos

### CART
- Max Papis (2002)
- Shinji Nakano (2001-2002)
- Adrián Fernández (2001-2003)
- Luis Díaz (2002)

### IRL
- Scott Sharp (2005-2006)
- Kosuke Matsuura (2005-2006)
- Adrián Fernández (2004-2005)

## Links
- Site oficial